# Fodora, Cluj
Fodora (în maghiară Magyarfodorháza) este un sat în comuna Așchileu din județul Cluj, Transilvania, România.

## Istoric
Dacă se iau în seamă  descoperirile arheologice, se poate estima că așezarea este locuită măcar din perioada de dinaintea introducerii monedelor imitate în Dacia preromană, adică înainte de secolul III ante Christos. 
Este menționat documentar din 1214 sub numele de Villa Fodor. 
În jurul anului 1600 satul dispare, fiind repopulat în secolele care urmează.

## Descoperiri arheologice
Se menționează că înainte de 1877 au fost descoperite două vergele de aur care erau folosite ca substitut de monedă în schimburile comerciale din perioada Daciei preromane. Vergele erau lucrate prin batere cu ciocanul, în patru muchii, mai groase la mijloc și mai subțiri la capete, răsucite în formă de toartă, cu incizii și crestături.

## Bibliografie

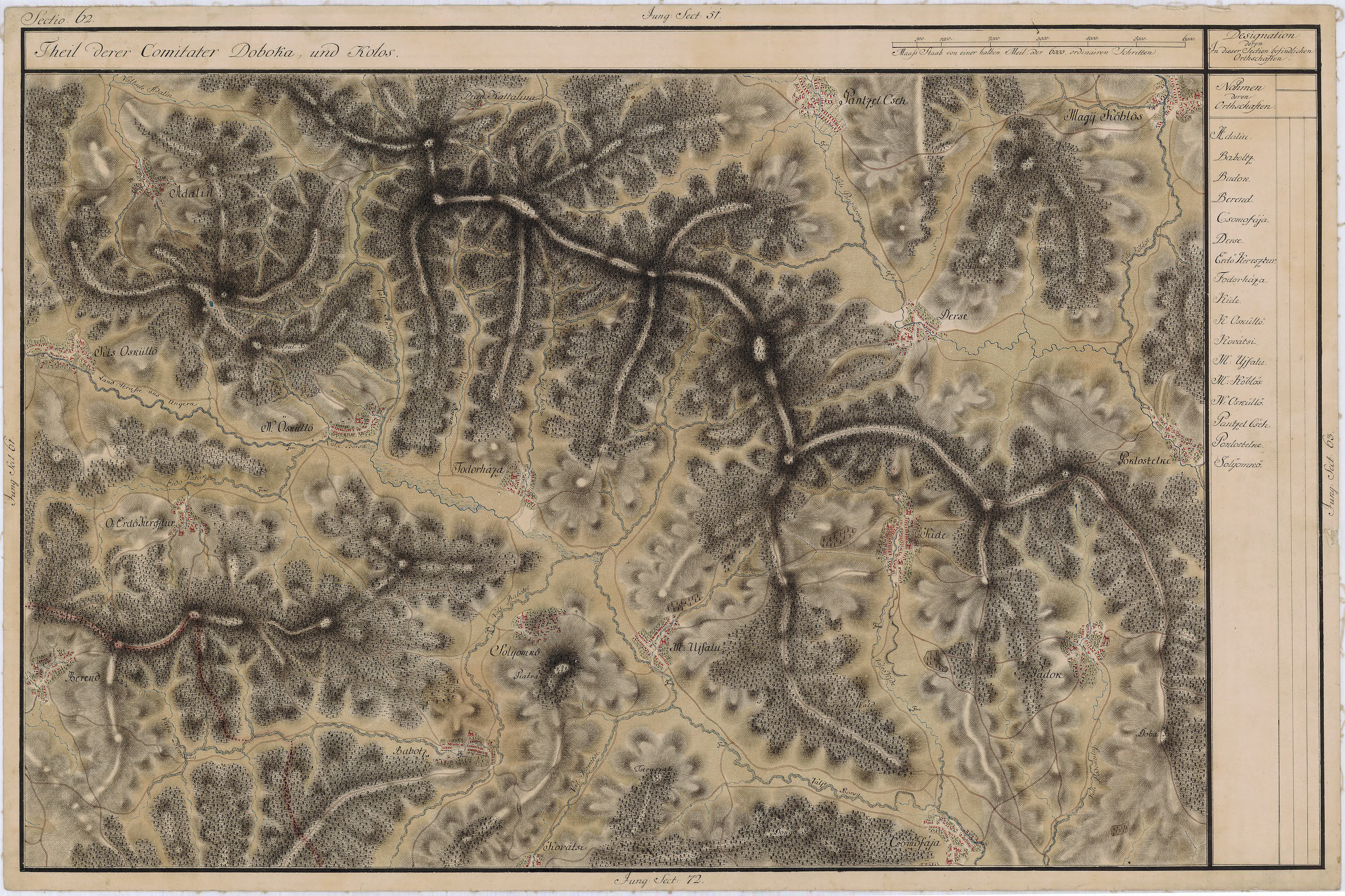
Fodora în Harta Iosefină a Transilvaniei, 1769-1773

## Imagini

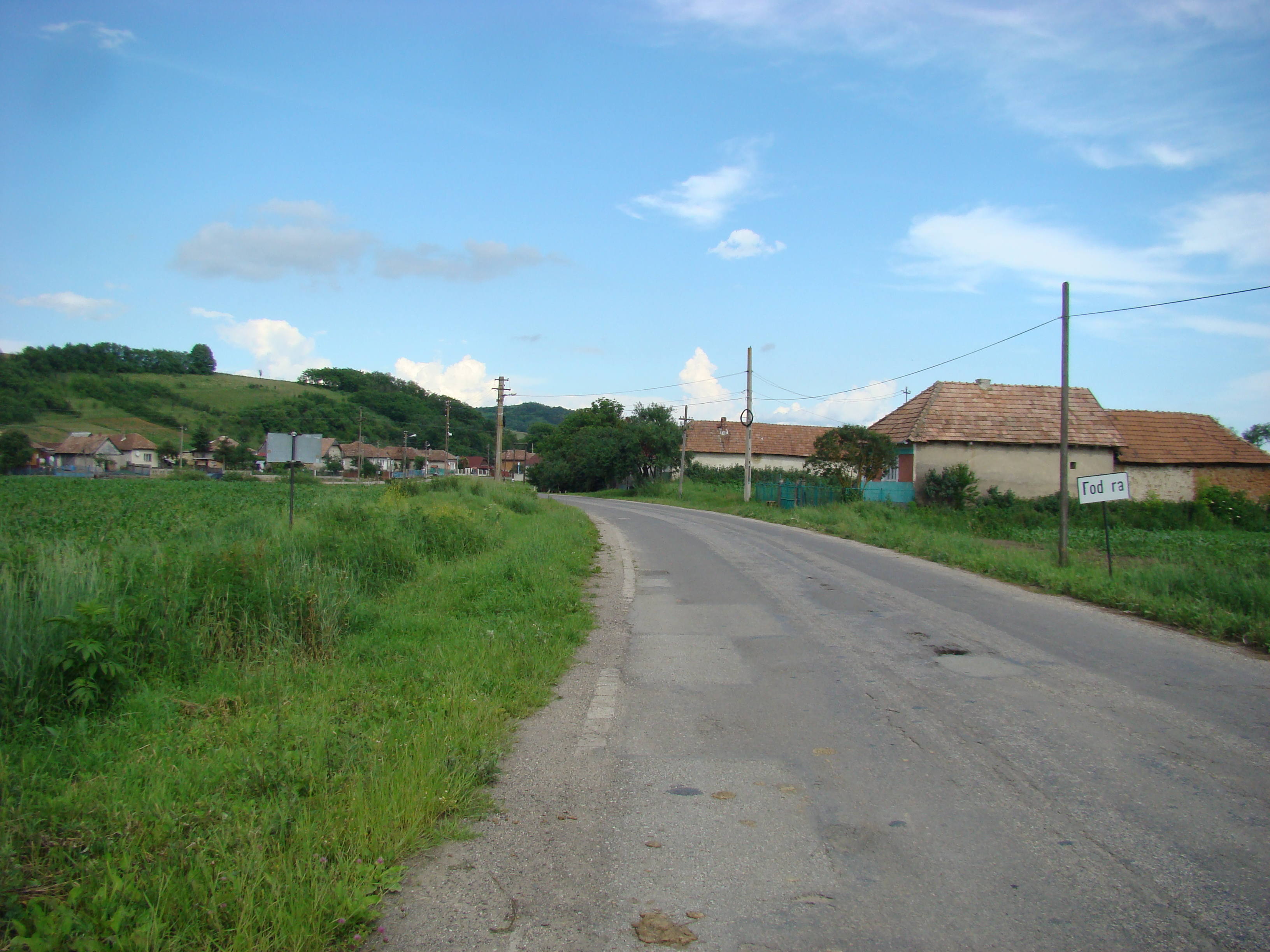
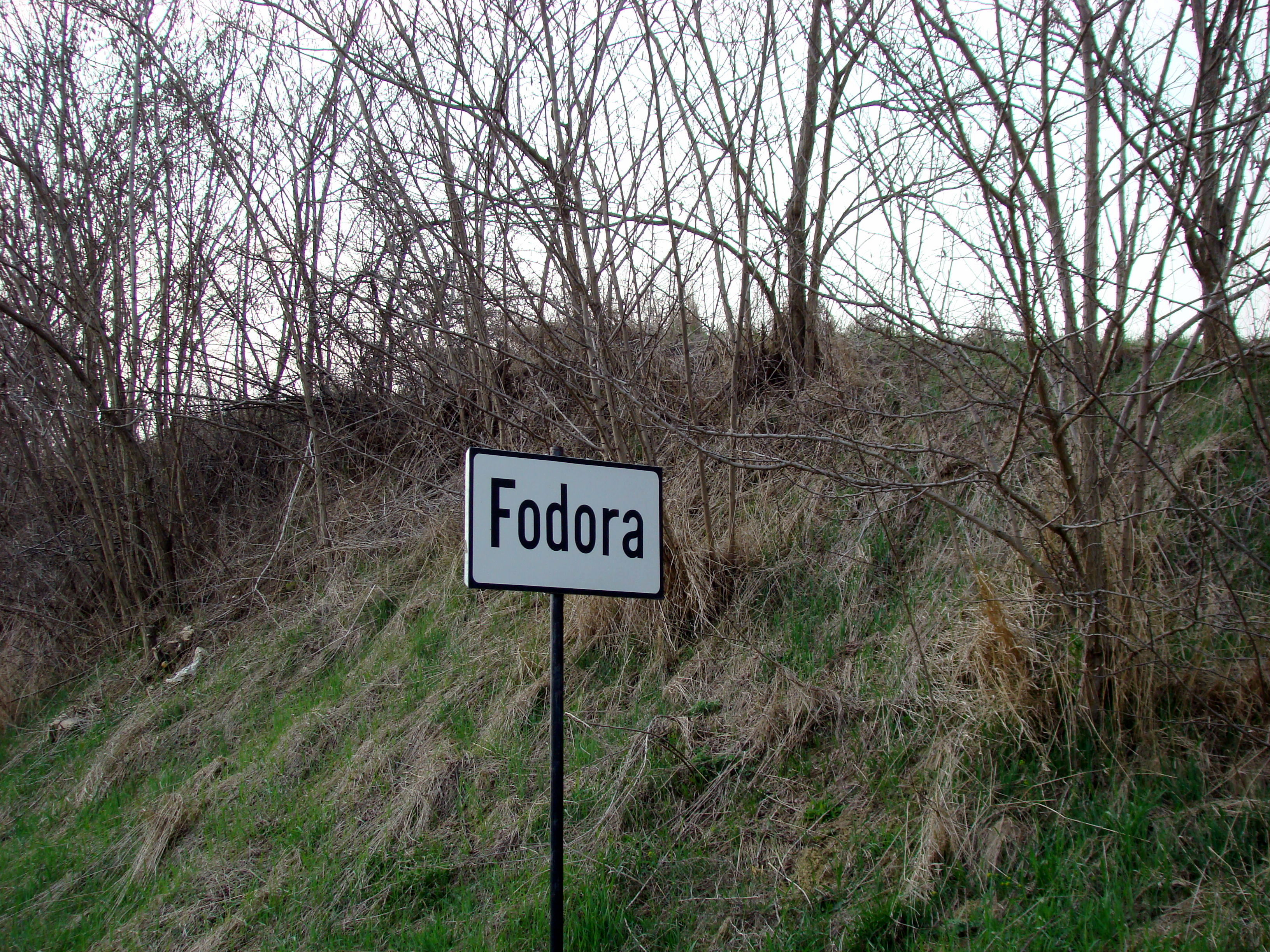
Intrarea în localitate
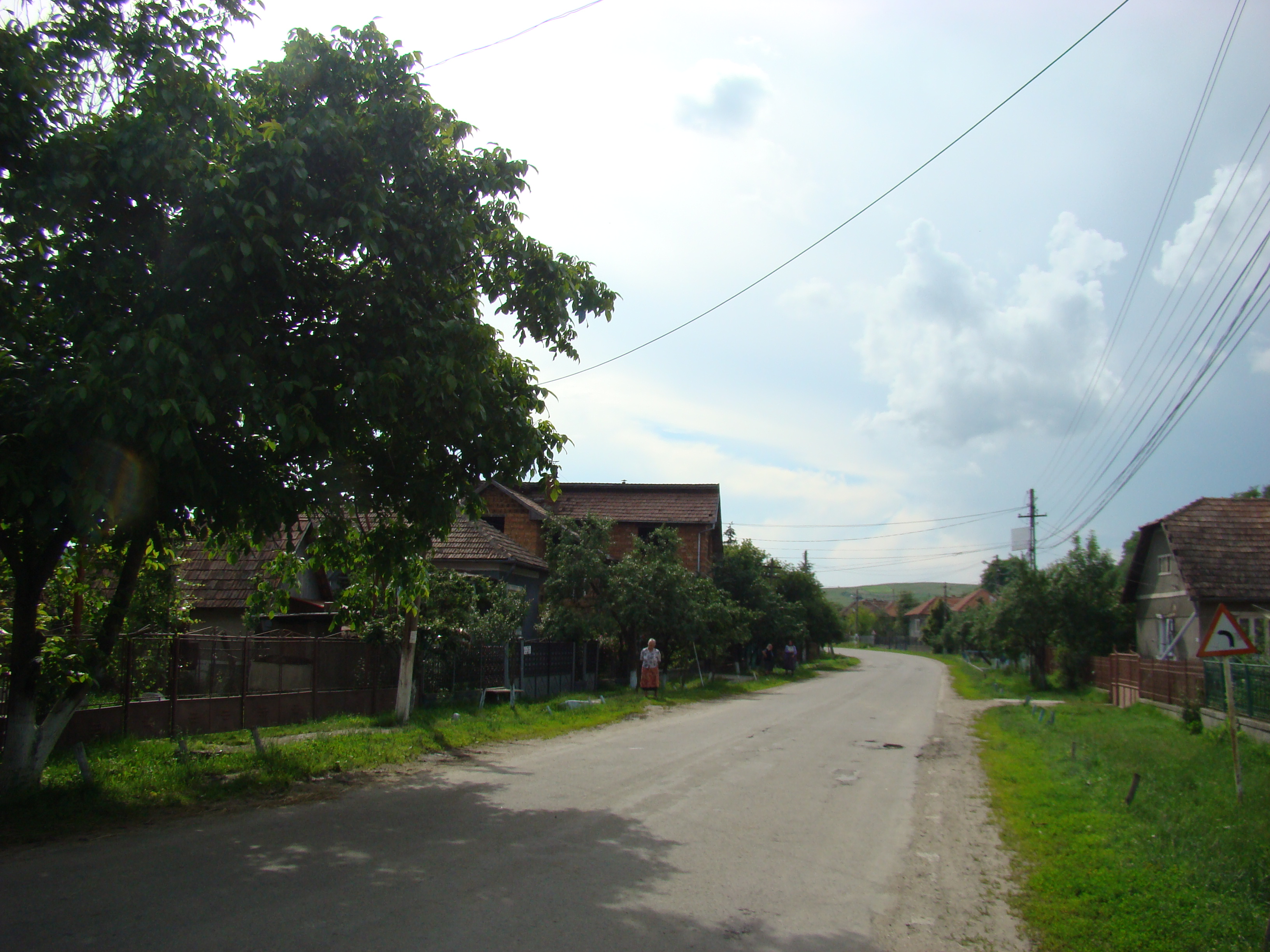
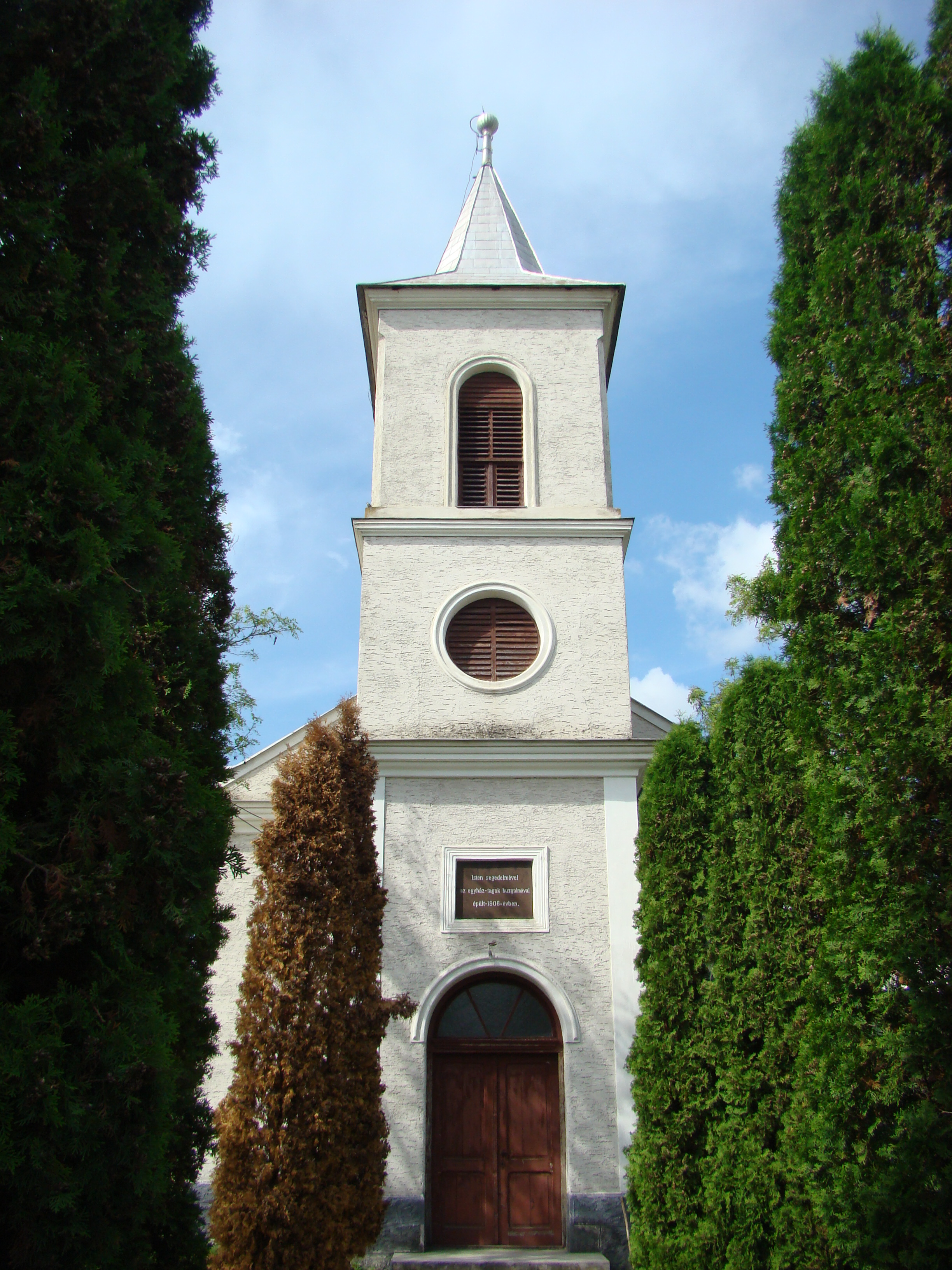
Biserica reformată (1906)
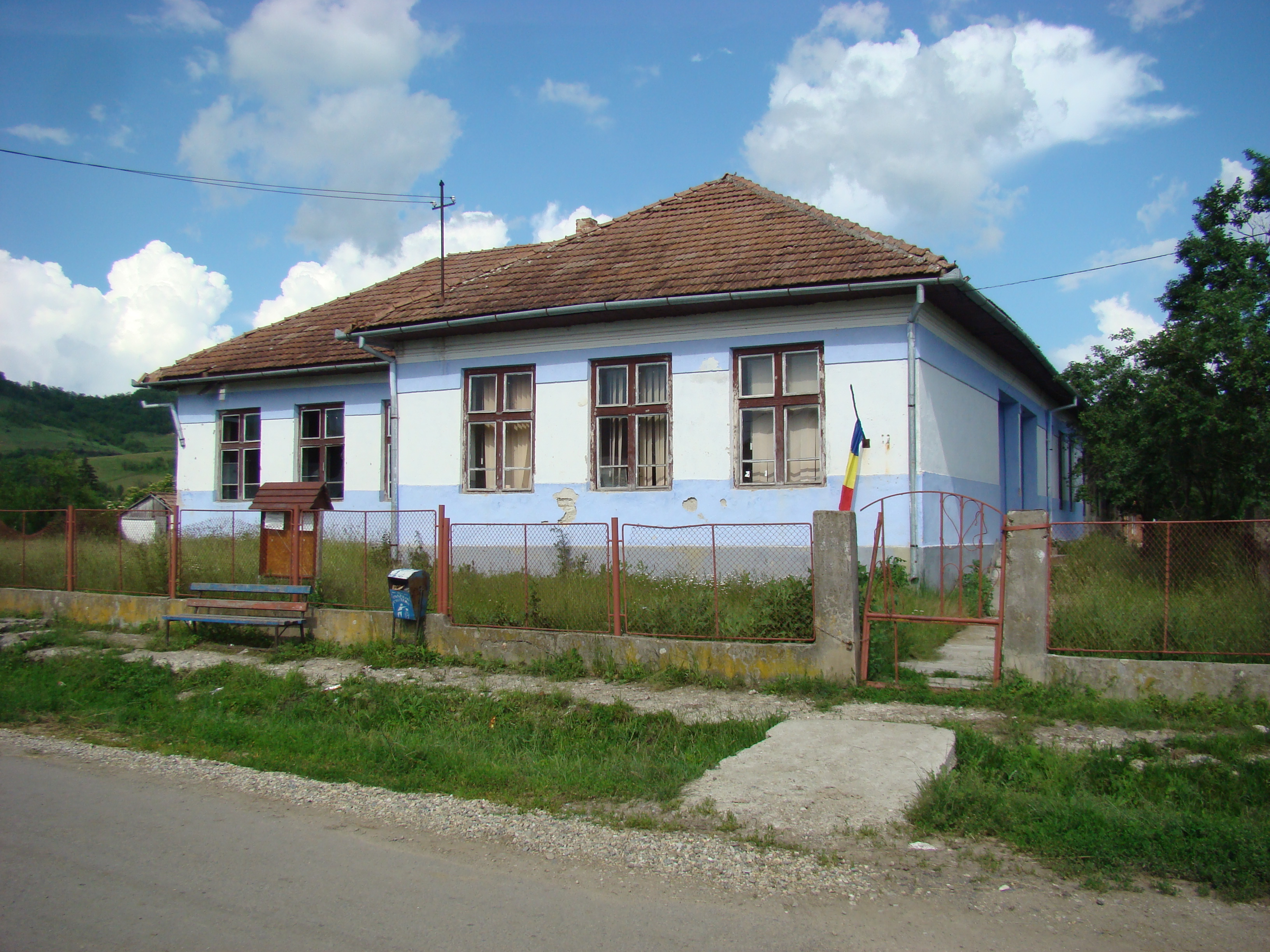
Școala
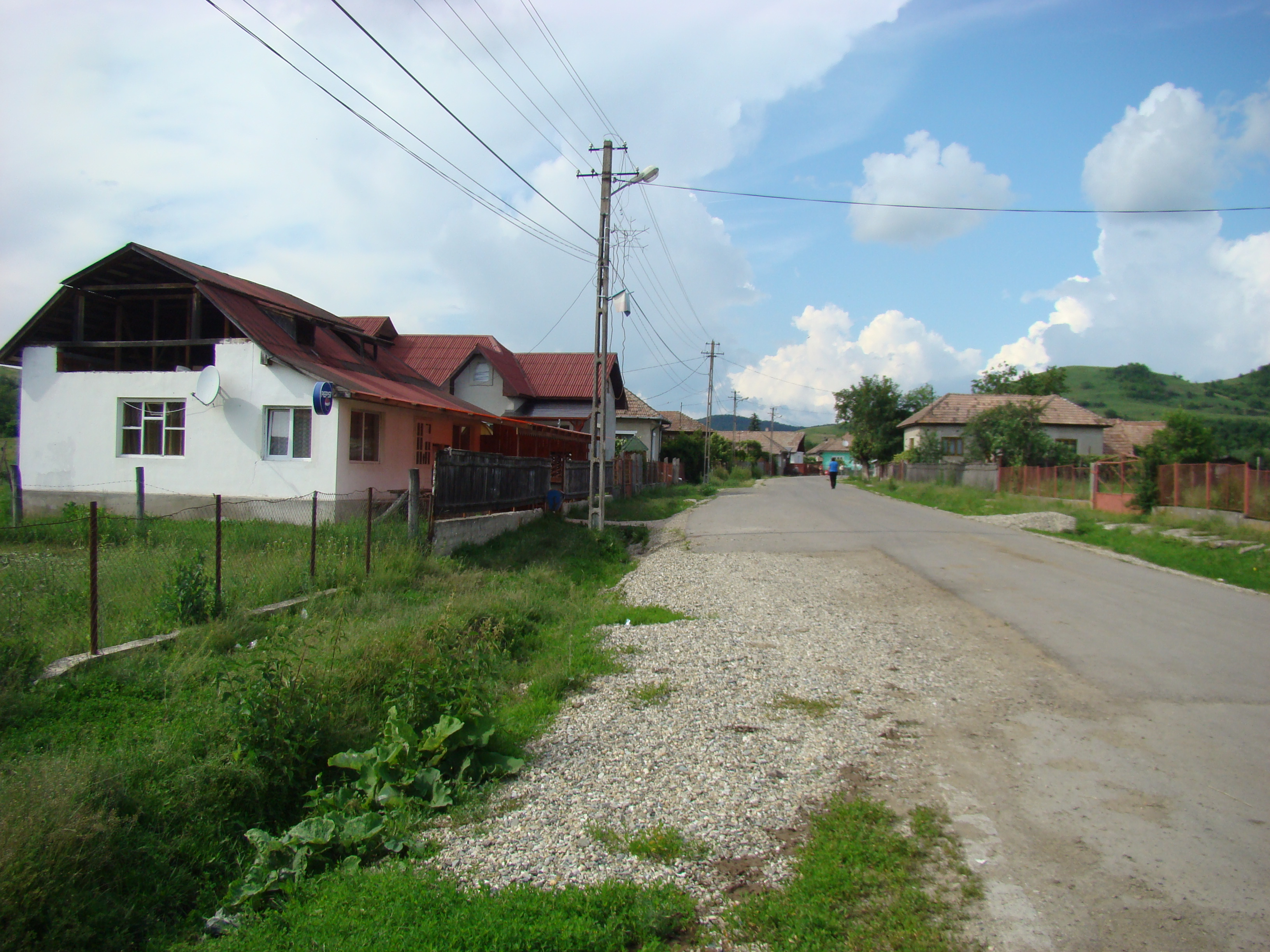
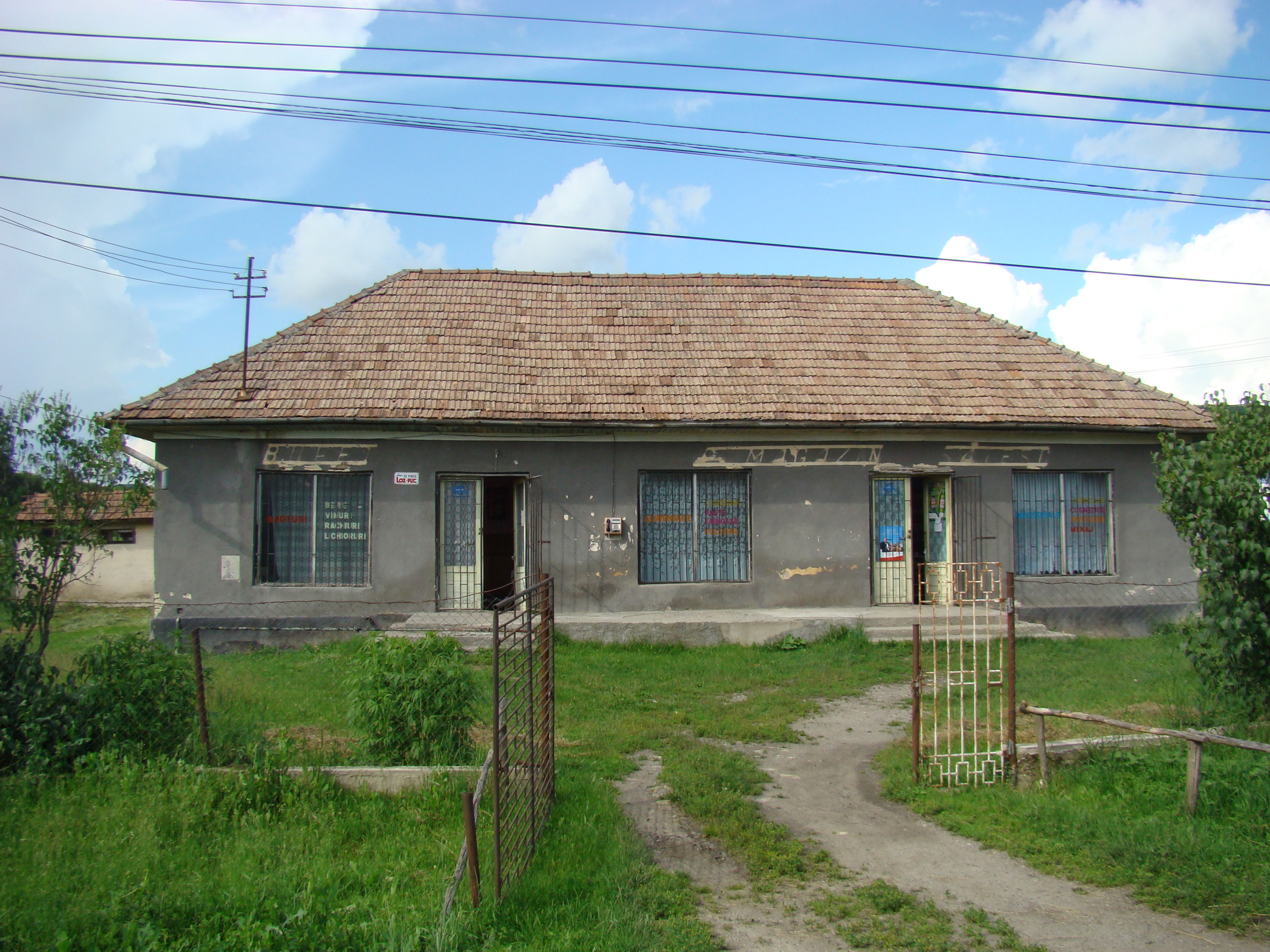
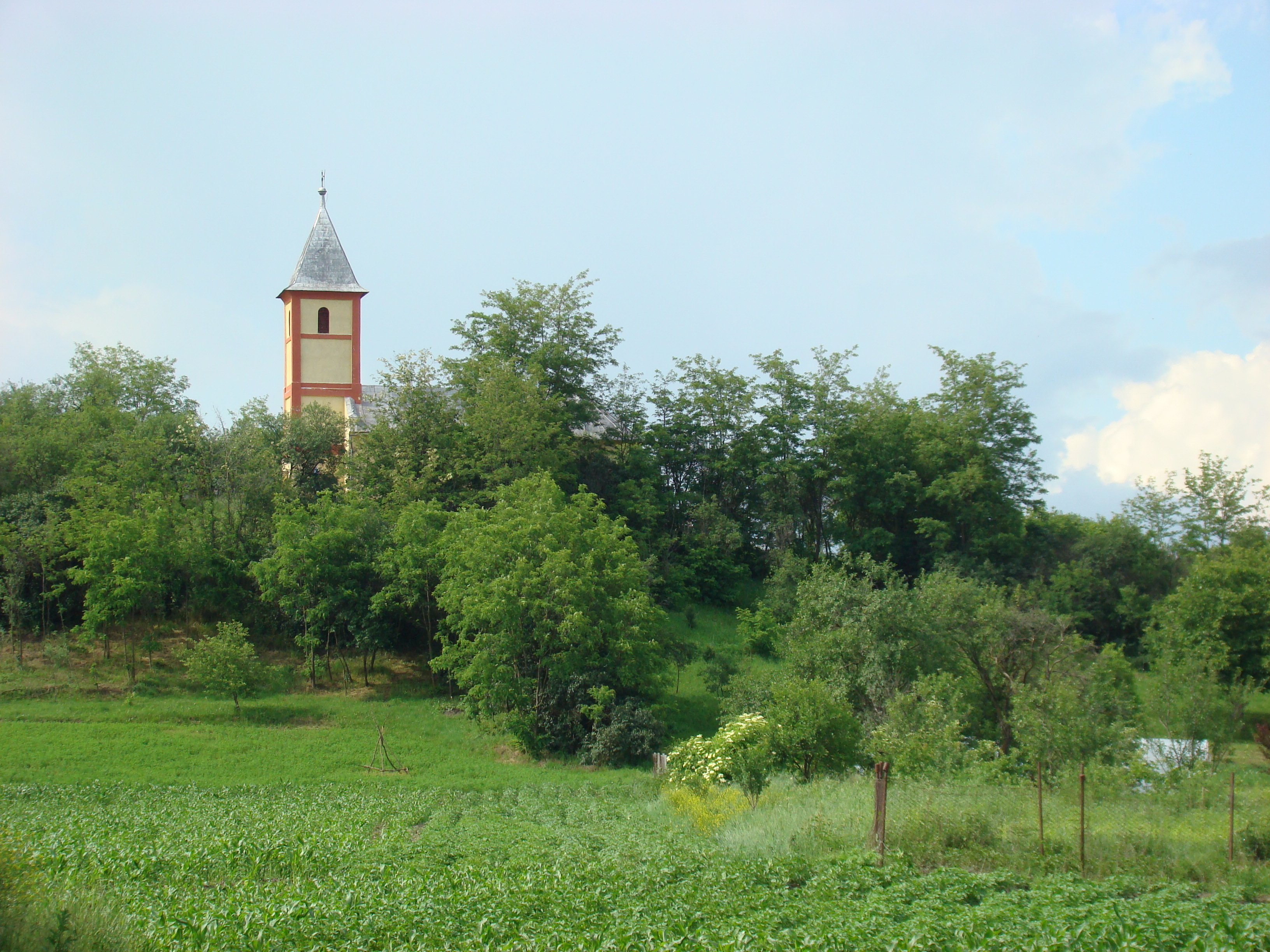
Biserica „Sfinții Arhangheli Mihail și Gavriil” (1858)
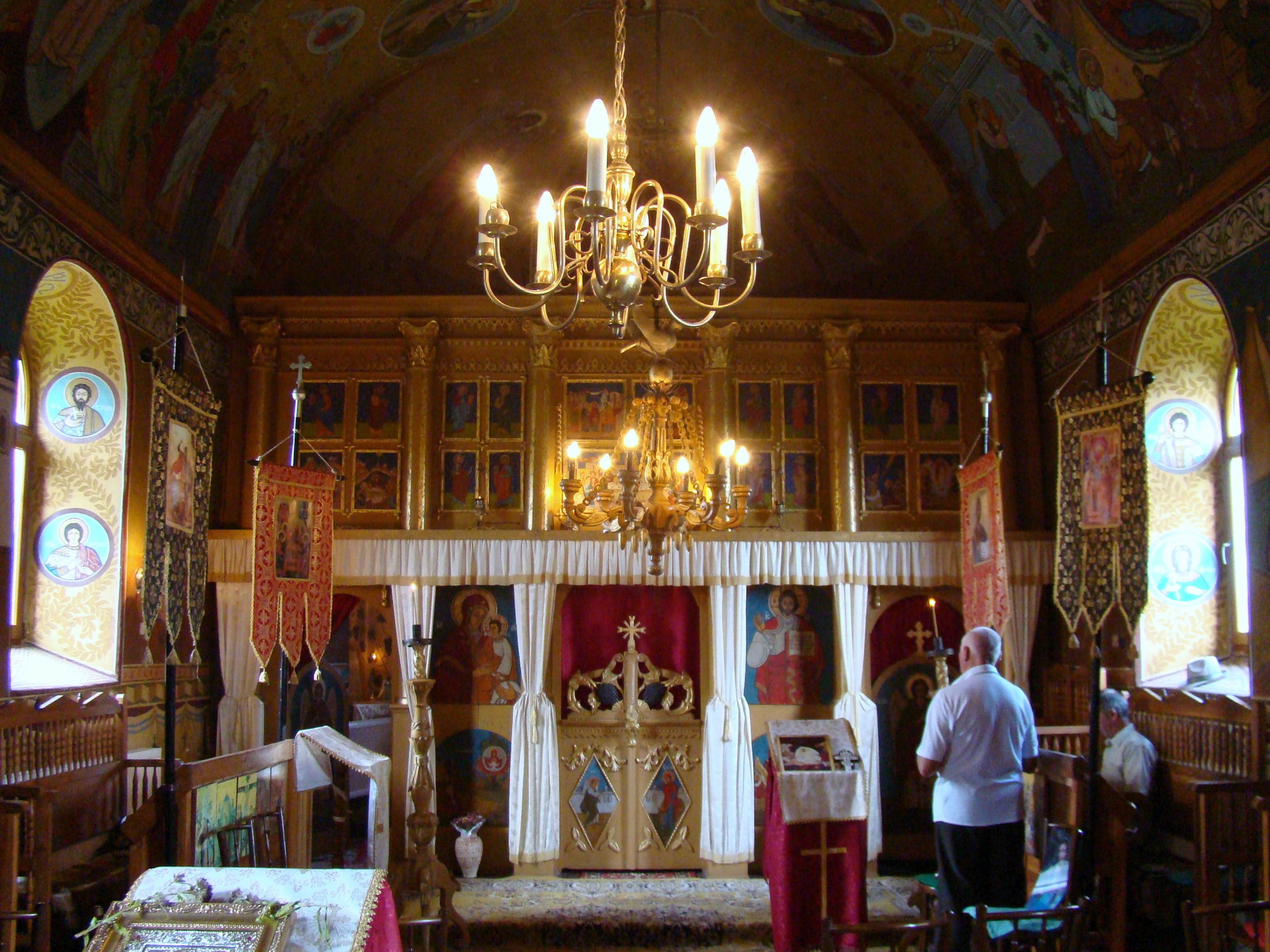
Biserica „Sfinții Arhangheli Mihail și Gavriil” (interior)
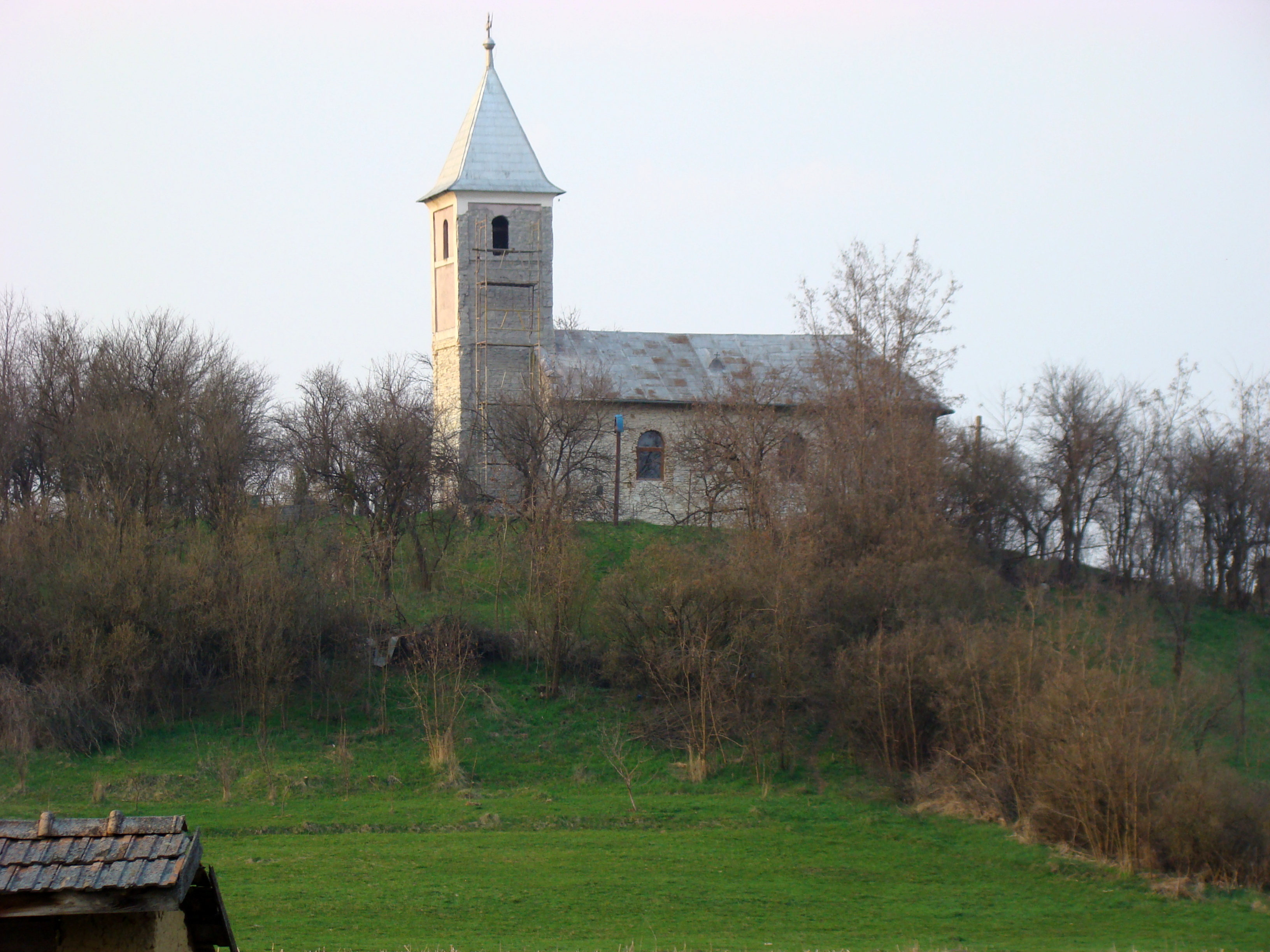
Înainte de renovare
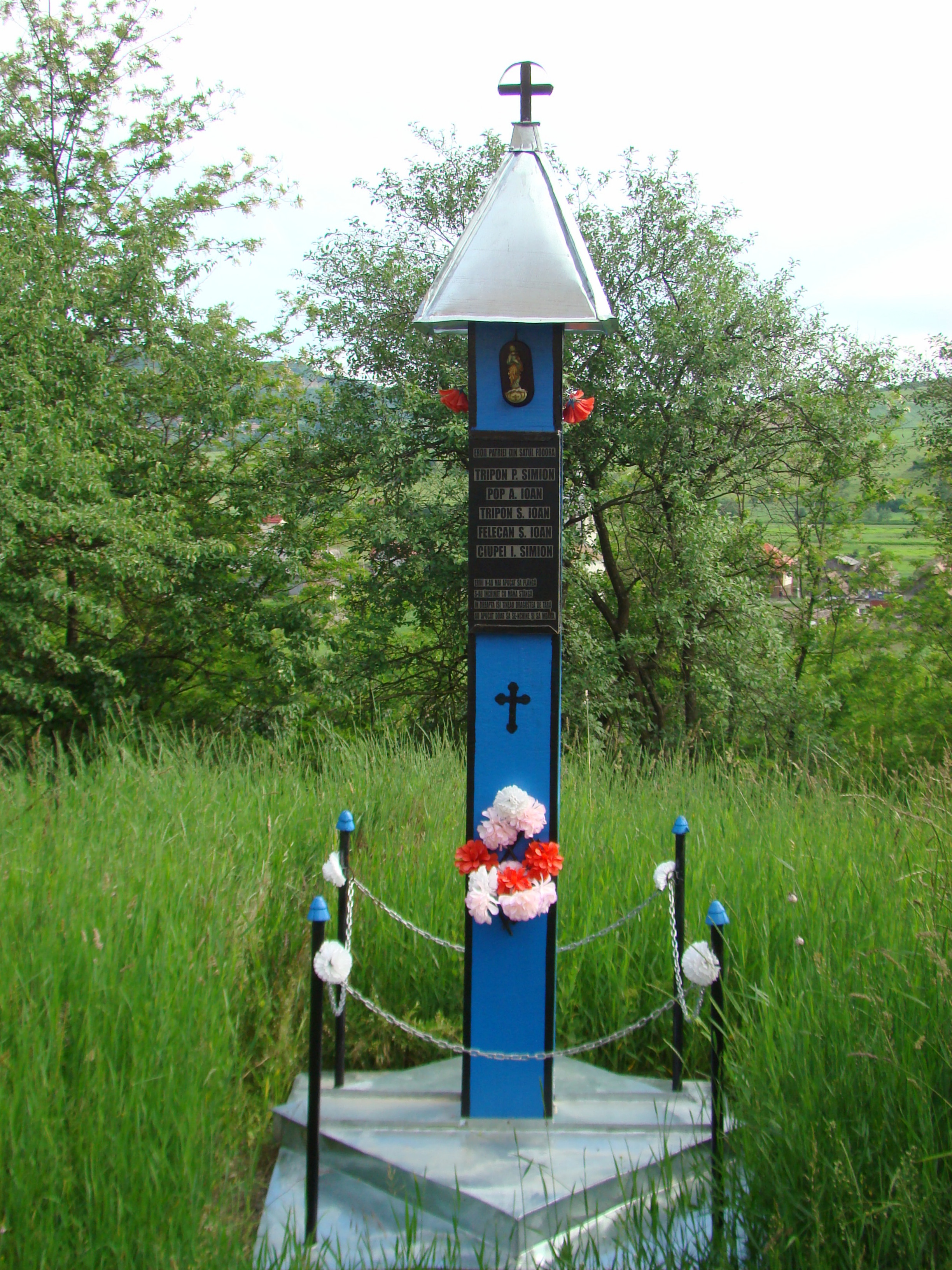
Monumentul Eroilor
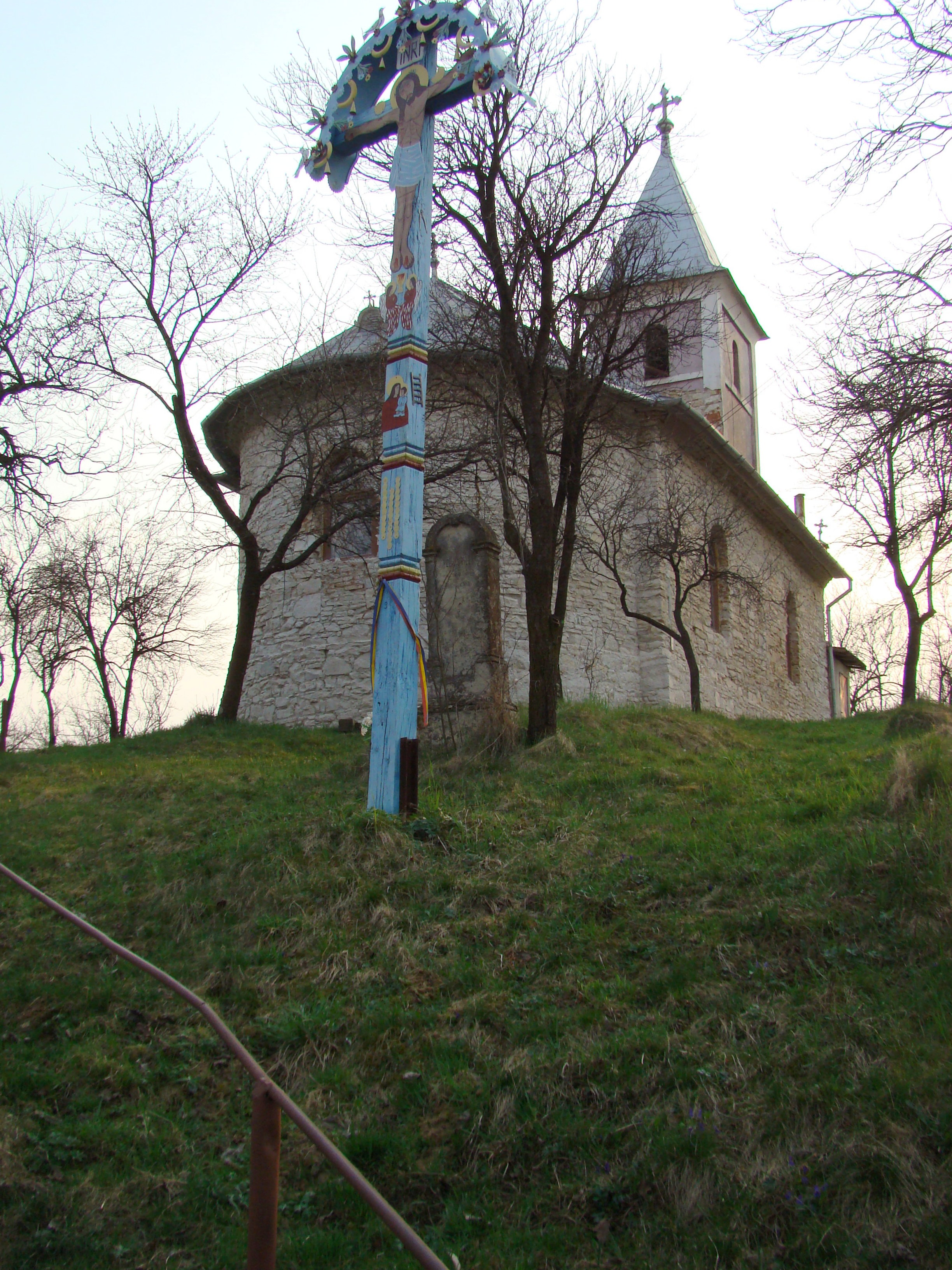
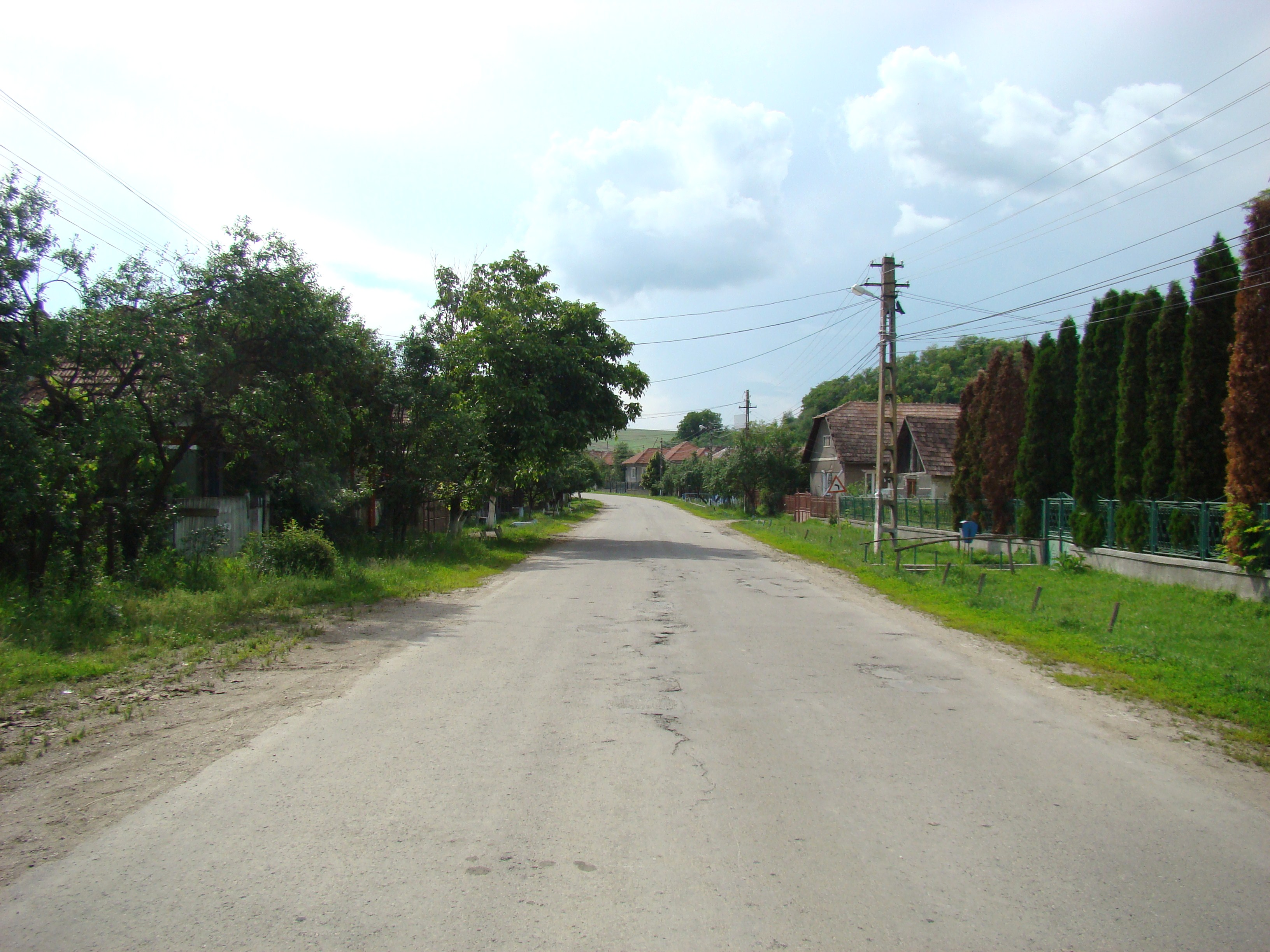
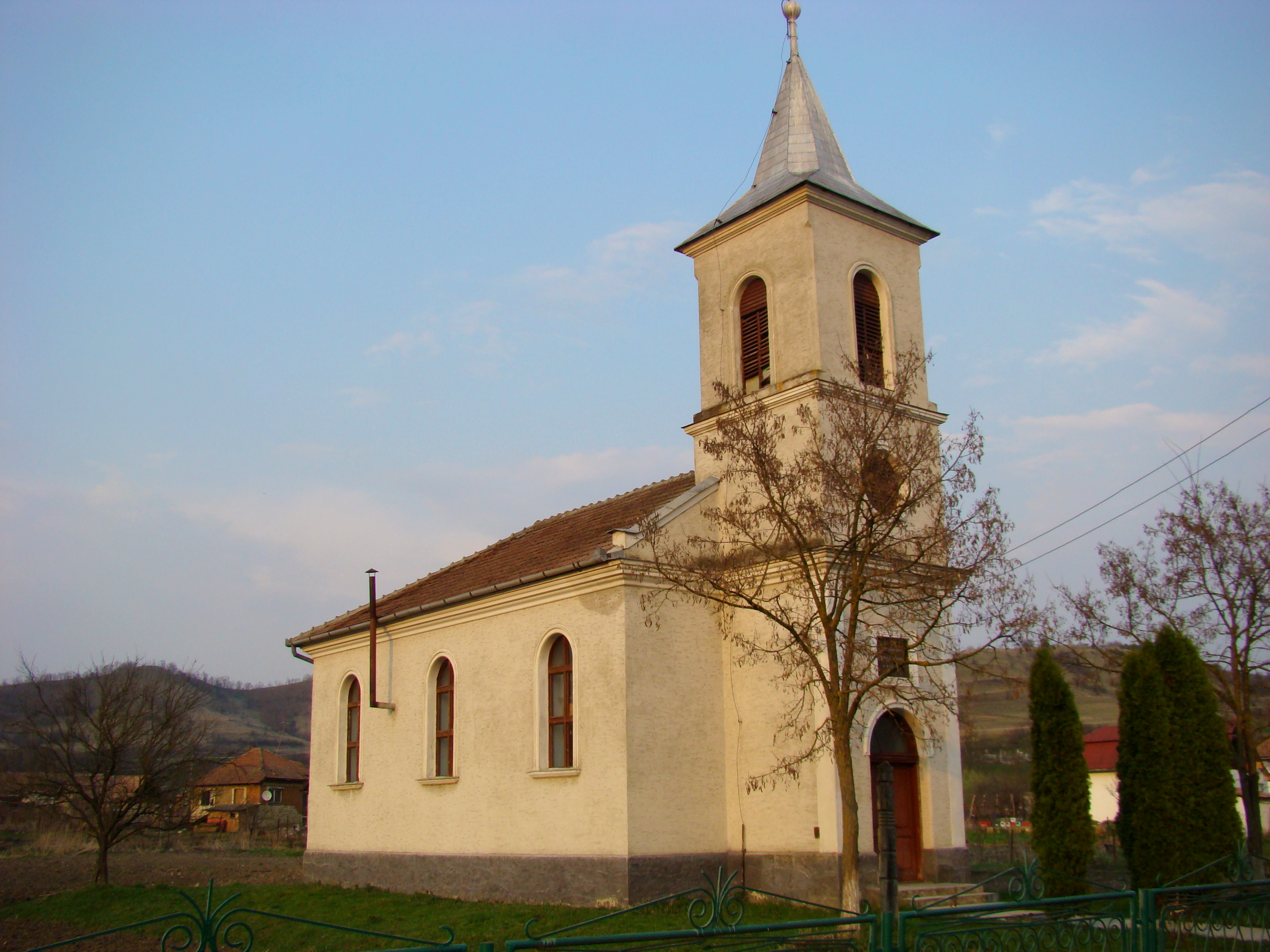
Biserica reformată (1906)
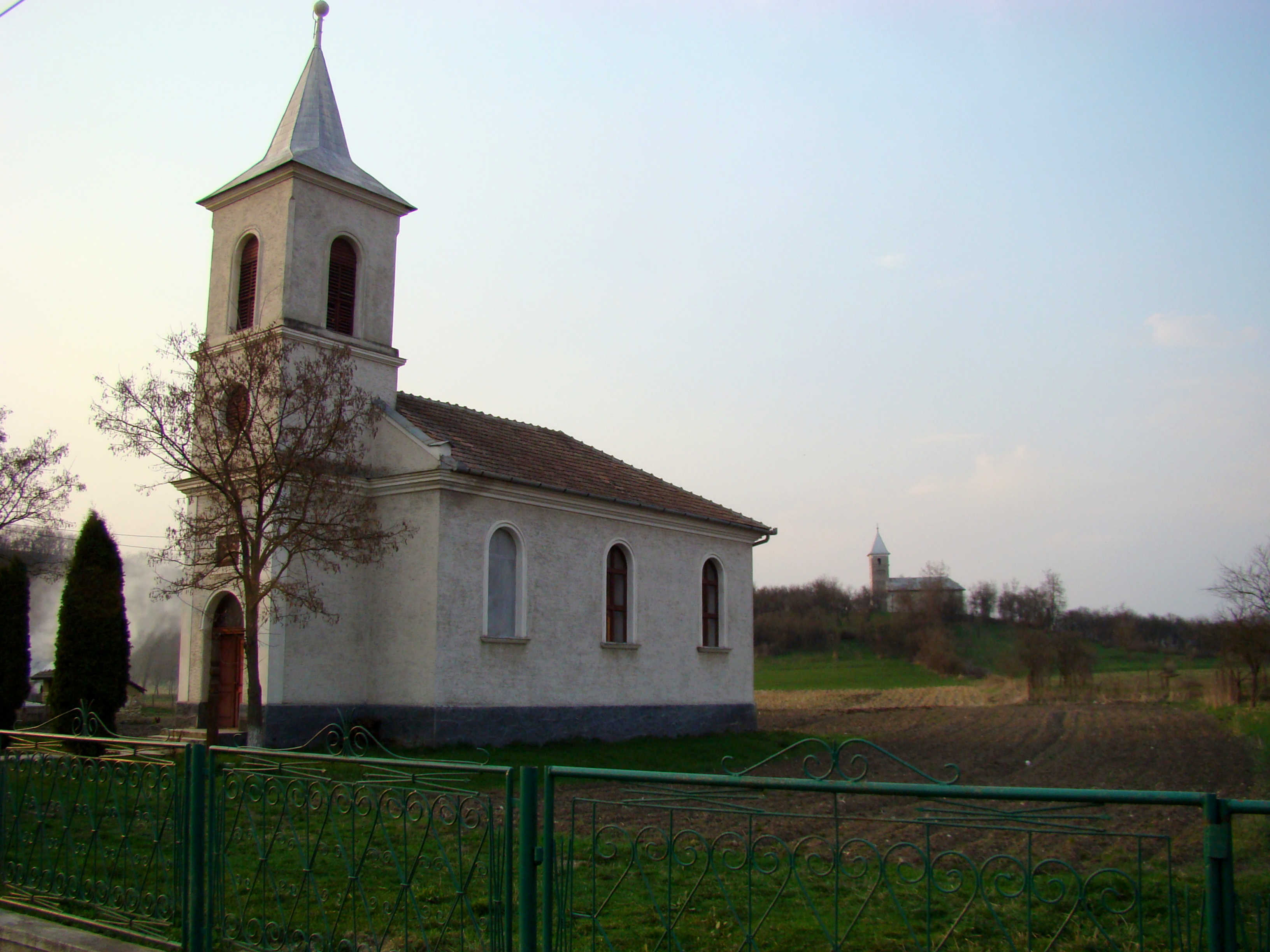
Biserica reformată (1906)